# Antiproibizionismo
L'antiproibizionismo è una corrente politica che contrasta le limitazioni delle libertà personali (proibizionismo) operate per via legislativa. Il principale campo di influenza del pensiero antiproibizionista, sebbene non l'unico, è quello della droga. In tale settore la contrapposizione a livello politico è tra i sostenitori della proibizione, ossia la messa al bando del consumo, e i sostenitori della legalizzazione o della liberalizzazione.
Per gli antiproibizionisti, inoltre, vietare è uno stimolo e un favoreggiamento dell'illegalità e della criminalità organizzata, come è avvenuto, ad esempio, durante il proibizionismo delle bevande alcoliche negli Stati Uniti, o in Italia dopo la chiusura delle case di tolleranza o le leggi proibizioniste sulle droghe.

## Storia
La corrente di pensiero è portata avanti da organizzazioni variegate. Venuta storicamente, almeno nella cultura occidentale, in auge sull'onda dei movimenti di contestazione a cavallo del 1968 come Hippy ed Yippie, e della precedente Beat Generation come pure di simili periodi di affermazioni controculturali in varie parti del mondo, si è manifestata col consumo pubblico di droghe leggere durante raduni e manifestazioni di massa.
In Italia è tradizione di organizzazioni legate all'alveo del liberalismo, comunità cristiane di base, da partiti e organizzazioni legati alle ideologie tipiche della sinistra e molti altri ancora.
Un movimento italiano specificamente antiproibizionista, molto conosciuto e attivo, è il Partito Radicale.

## Proposte antiproibizioniste in materia di droghe

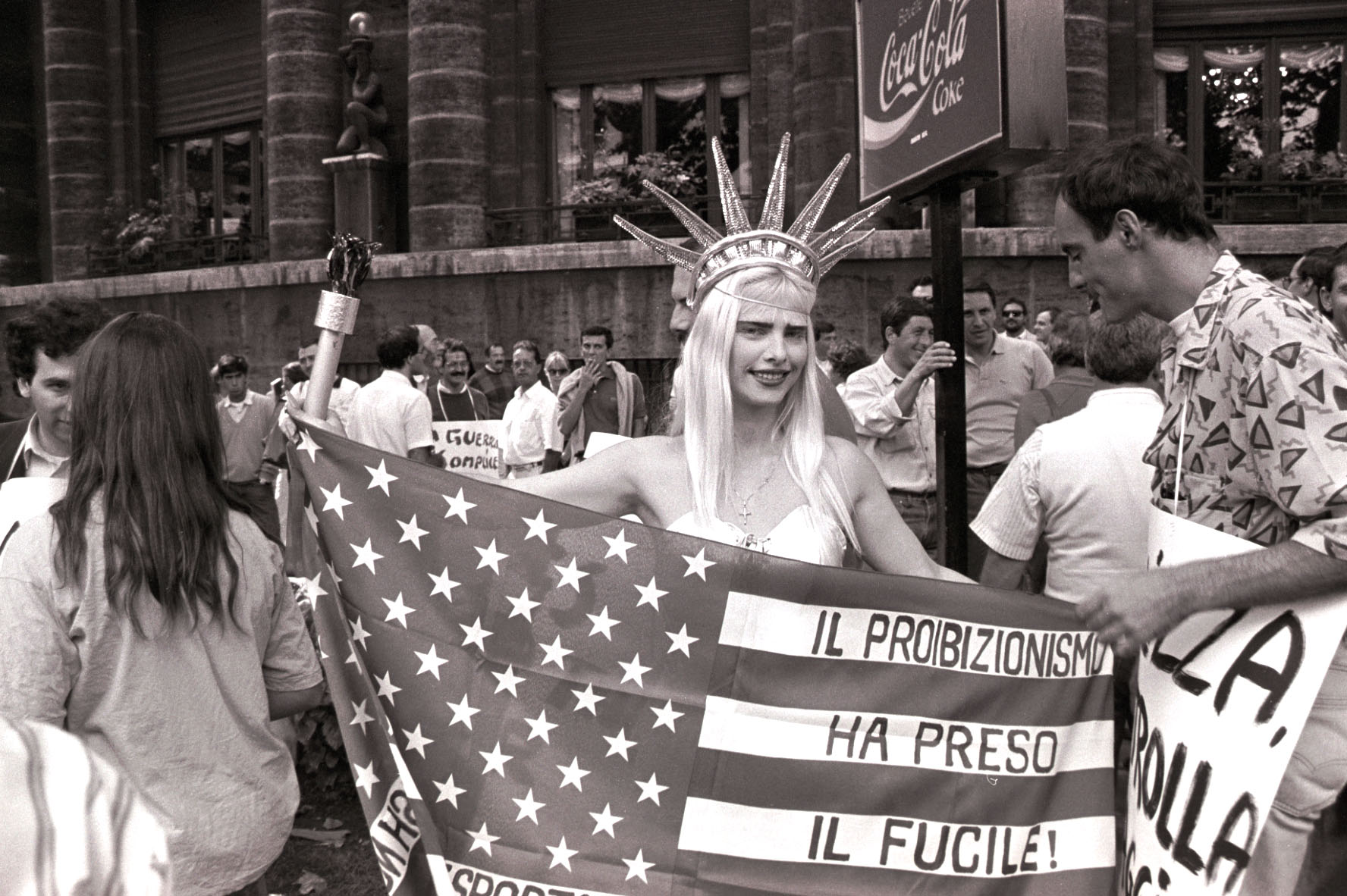
Manifestazione antiproibizionista del Partito Radicale con Ilona Staller. Roma, 1989.

### Legalizzazione
La legalizzazione delle sostanze è una posizione che propone la possibilità di commerciare ed utilizzare le sostanze solo a determinate condizioni stabilite dalla legge, come oggi avviene per il tabacco e per l'alcol. Tale visione si basa su esperienze come quella Svizzera (somministrazione controllata nelle "narcosale", luoghi dove si effettua la cosiddetta "riduzione del danno"), Paesi Bassi (tolleranza e vendita per uso personale delle droghe leggere nei "coffee-shop"), Canada ed USA (Colorado e 7 contee, tra cui alcune nella California), ma anche in altri paesi europei come il Belgio (dove si può coltivare una pianta di Cannabis a nucleo familiare) e la Spagna dove vi sono "Cannabis Club" legali.

### Liberalizzazione
Con liberalizzazione delle sostanze si propone l'assoluta libertà di commercio senza vincoli legislativi che non riguardino anche altri mercati. Dopo l'inizio del proibizionismo, nessun paese occidentale ha realizzato questa proposta.

## Le posizioni dei partiti politici in materia di droghe
In Italia il partito antiproibizionista per eccellenza è il Partito Radicale di Marco Pannella, che nel corso degli ultimi 30 anni ha portato avanti numerose campagne antiproibizioniste per la legalizzazione delle droghe leggere (oltre a quelle sulla sessualità libera, l'aborto, il divorzio e molte altre) e, più recentemente, della ricerca scientifica sulle cellule staminali anche embrionali, tramite l'Associazione Luca Coscioni, oltre che dell'eutanasia con il leader politico e attivista Radicale Piero Welby.
Fu proprio il Partito Radicale nel 1993 a portare gli italiani a votare un referendum per l'abrogazione delle pene per la detenzione ad uso personale di droghe leggere.
A votare si presentò il 77% degli elettori, ed i SÌ furono il 55,4%. L'esito positivo del risultato referendario fece venir meno la sanzione penale (ferme restando quelle amministrative) fino all'approvazione della legge Fini-Giovanardi.
In occasione dei referendum abrogativi in Italia del 2022 tra i quesiti non ammessi era stato proposto un quesito sulla depenalizzazione della coltivazione di cannabis, promosso da alcuni partiti tra cui +Europa, Radicali Italiani, Sinistra Italiana 
e Rifondazione Comunista e osteggiato dalla destra.

## Organizzazioni antiproibizioniste italiane
Le organizzazioni antiproibizioniste sono Associazione Radicale Antiproibizionisti, Lega Internazionale Antiproibizionista, Forum Droghe, Aduc, ConFiniZero.it e la Comunità Cristiana di Base di San Benedetto al Porto di Genova, fondata e gestita dal celebre prete antiproibizionista Don Andrea Gallo, l'Osservatorio Antipro di Pisa, l'Ascia (Associazione per la sensibilizzazione sulla canapa autoprodotta in Italia) e Rinascita Liberale Antiproibizionista.